# Баста (партия)
Движения Баста (порт. Movimento Basta!) — политическая партия в Сан-Томе и Принсипи. Была создана 7 июня 2022 года Сальвадором Рамушем. 

## Цели партии
В манифесте партии сформулированы 4 стратегических направления развития Сан-Томе и Принсипи:
1. Экономический рост и Инновационность
2. Инфраструктура качественного развития
3. Человеческое развитие и Качество жизни
4. Укрепление демократии и Модернизация государства

## Участие в выборах
На парламентских выбора 2022 года набрала 6874 голосов (8,79 %), что стало третьим результатом. В ходе выборов по списку движения баллотировались также кандидаты от Партии демократической конвергенции. Предвыборная программа партии основывалась на обещаниях улучшения социальных условий, в том числе здравоохранения, а также пересмотра конституции. Одним из кандидатов была Соланж Сальватьерра, первая женщина-кандидат от европейской диаспоры в истории государства.